# Lita Enhart
Lita Enhart es una actriz mexicana que se destacó tanto en el cine mexicano como argentino entre el período (1938-1948). 

## Biografía
Lita Ebhart empezó su carrera fílmica en su país natal a fines de la década de 1930 (entre 1938 y 1940) protagonizó varios filmes junto a Jorge Negrete; uno de ellos fue "Perjura "(1938), "Luna criolla" y "El cobarde" (1939) y la biografía del revolucionario Pancho Villa, artífice de la historia del cine mexicano en la película "La justicia de Pancho Villa" (1940). 
En el año 1948 viajó a la Argentina para filmar dos películas "Porteña de corazón" de Manuel Romero junto con Nini Marshall y "Recuerdos de un ángel " de Enrique Cahen Salaverry protagonizado por Pepe Iglesias "El zorro". 

## Filmografía
- Perjura (1938)
- Luna criolla (1939)
- El cobarde (1939)
- La justicia de Pancho Villa (1940)
- Porteña de corazón (1948)
- Recuerdos de un ángel (1948)

- Datos: Q5977068